# Силезская высшая духовная семинария
Силезская высшая духовная семинария (пол. Wyższe Śląskie Seminarium Duchowne) — государственное высшее учебное заведение, католическая духовная семинария, находящаяся в городе Катовице, Польша. Семинария готовит католических священников для архиепархии Катовице.

## История

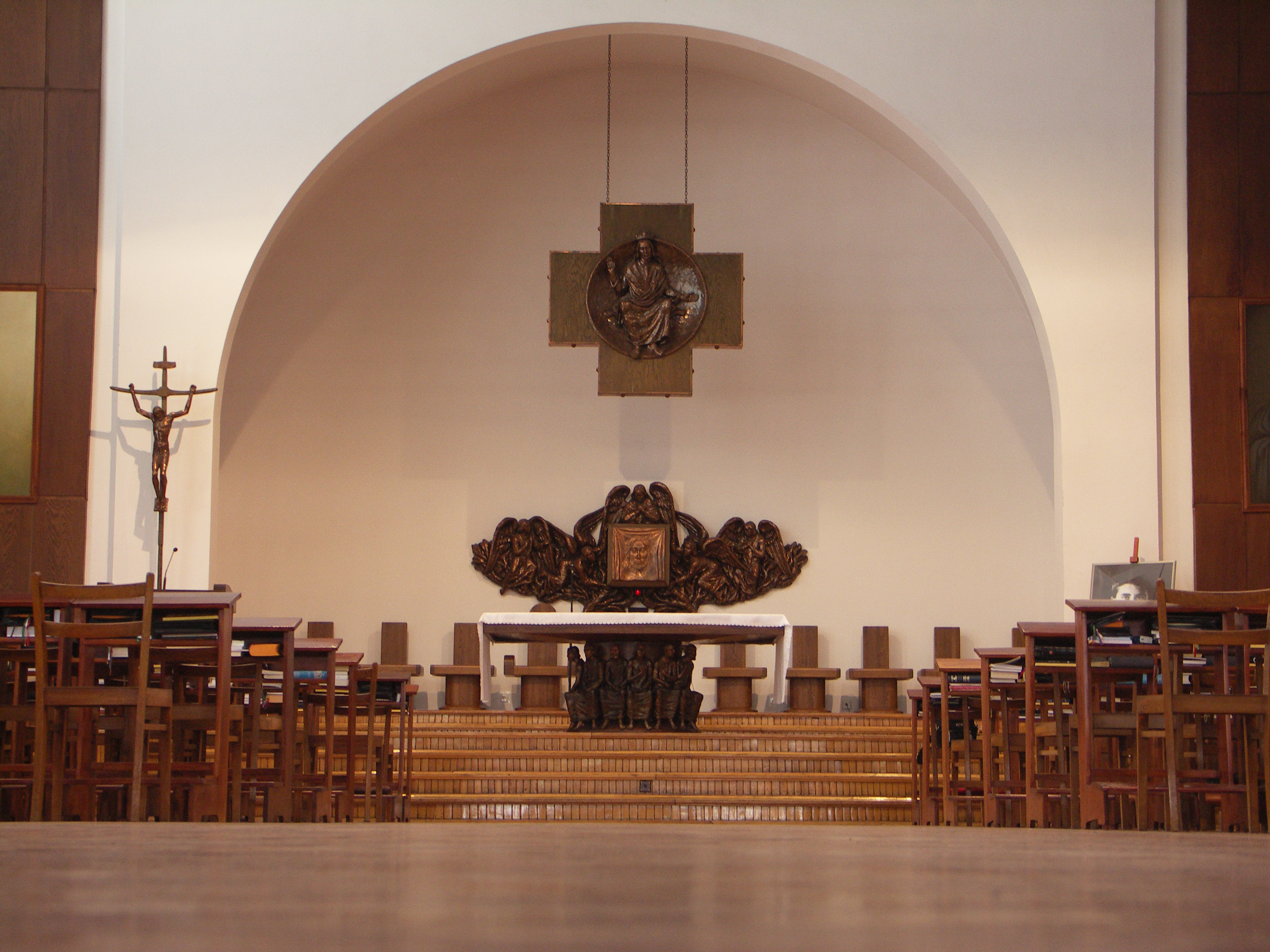
Семинарская часовня

После Верхнесилезского плебисцита 1921 года группа польских семинаристов, обучавшихся во Вроцлаве, переехала в Краков, где они продолжили своё обучение на теологическом факультете Ягеллонского университета. Семинаристы проживали в здании иезуитской коллегии в Кракове. Первым ректором силезских семинаристов был иезуит священник Владислав Лон. В то же время апостольский администратор Катовице Август Хлонд планировал построить здание для силезских семинаристов в Катовице, но позднее он принял решение построить семинарию в Кракове. Строительство семинарии в Кракове по проекту польских архитекторов Францишека Мончинского и Зигмунта Гавлика было завершено в 1929 году и освящено 29 ноября 1929 года в присутствии епископов Адама Сапеги, Аркадиуша Лисецкого, Теодора Кубины, Станислава Роспонда и профессуры Ягеллонского университета.
Во время Второй мировой войны семинария не функционировала.
3 ноября 1980 года епископ Катовице Херберт Беднож перевёл семинарию в Катовице, где для неё было построено новое здание на улице Вита Ствожа.

## Ректоры
- Владислав Лон (1923—1924);
- Станислав Маслинский (1924 0 1935);
- Вильгельм Шимбор (1935—1939);
- Юзеф Барон (1945—1955);
- Ежи Строба (1955—1958);
- Францишек Ероминек (1958—1968);
- Станислав Шимецкий (1968—1978);
- Стефан Цихий (1978—1992);
- Яцек Войцех (1992—2001);
- Юзеф Купный (2001—2006);
- Ежи Палинский (2006—2013);
- Марек Панек (2013).